# Šventosios upės vidurupis
Šventosios upės vidurupis este o arie protejată (arie specială de conservare — SAC, sit de importanță comunitară — SCI) din Lituania întinsă pe o suprafață de 1.673,45 ha, integral pe uscat.

## Localizare
Centrul sitului Šventosios upės vidurupis este situat la coordonatele 55°20′06″N 24°53′39″E / 55.335°N 24.8943°E.

## Înființare
Situl Šventosios upės vidurupis a fost declarat sit de importanță comunitară în iunie 2005 pentru a proteja 11 specii de animale. Situl a fost protejat și ca arie specială de conservare în octombrie 2020.

## Biodiversitate
Situată în ecoregiunea boreală, aria protejată conține 3 habitate naturale: Pajiști uscate seminaturale și facies de acoperire cu tufișuri pe substraturi calcaroase (Festuco-Brometalia) (* situri importante pentru orhidee), Liziere de ierburi înalte hidrofile de câmpie și de nivel montan până la alpin, Fânețe de joasă altitudine (Alopecurus pratensis, Sanguisorba officinalis).
La baza desemnării sitului se află mai multe specii protejate:
- amfibieni (1): triton cu creastă (Triturus cristatus)
- mamifere (1): vidră de râu (Lutra lutra)
- nevertebrate (4): Graphoderus bilineatus, libelule (Leucorrhinia pectoralis), fluturele purpuriu (Lycaena dispar), Ophiogomphus cecilia
- pești (5): zvârluga (Cobitis taenia), Lampetra fluviatilis, boarță (Rhodeus amarus), dunăriță (Sabanejewia aurata), somonul (Salmo salar)

Pe lângă speciile protejate, pe teritoriul sitului au mai fost identificate 3 specii de plante, 5 specii de nevertebrate.